# Caudron Type K
Le Caudron Type K était un prototype d'hydravion français animé par un énorme et surpuissant moteur de vingt cylindres en double-étoile en configuration « moteur arrière ». Il a participé à une compétition d'hydravions français en 1913, mais a été perdu dans un accident de décollage pendant la compétition.

## Histoire
En 1913, l'Aéro Club français organise un concours d'hydravions qui se déroule du 24 au 31 août à Deauville et attire des avions de dix constructeurs français différents. Certains ont envoyé plus d'un modèle, par exemple, Caudron avec un Type J et un Type K.
C'est René Caudron qui pilote ce dernier et son mécanicien Alessandro Anzani n'est autre que le concepteur de son tout nouveau et spectaculaire moteur.
Bien que n'étant pas un pur hydravion - capable de décoller et d'amerrir depuis l'élément liquide - le Type K est classé « avion embarqué », car il pouvait décoller d'une piste en bois à l'aide d'une paire de bogies jetables. L'avion remporte un prix de 6 000 Francs en montant à l'altitude de 35 m lors d'un « run ».
Lors du décollage le 26 août, un flotteur heurte une grosse vague, provoquant le chavirage de l'avion. Gaston Caudron, aux commandes du Type J, a réussi à se poser à proximité et à sauver l'équipage,.

## Description
Avant que le Type K de Caudron soit construit, il existait deux petits hydravions à moteurs « pousseurs », l'Hydroaéroplane Caudron-Fabre en version monoplace et un exemplaire en version à biplace construit pour Claude Grahame-White.
Le type K à deux sièges était un avion beaucoup plus grand avec des ailes à 3 baies au lieu de 2, et un moteur Anzani beaucoup plus puissant. Néanmoins, l'avion reprenait bon nombre des caractéristiques des premiers modèles d'hydravions Caudron, avec une envergure inégale pour chaque aile à longeron.
Le Type K avait des ailes rectangulaires avec des extrémités légèrement biseautées. De type sesquiplan, l'envergure de son aile supérieure était de 45 % plus grande que celle de son aile inférieure. De chaque côté, les ailes étaient reliées par trois ensembles d'entretoises verticales et parallèles et une quatrième paire d'entretoises parallèles s'inclinait vers l'extérieur et vers le haut pour soutenir les extrémités des ailes supérieures.
Un moteur Anzani 20 développant 200 ch à 1 250 tr/min à vingt cylindres en étoile en deux rangées, refroidis par air, était monté en configuration poussoir au centre entre les ailes. Cet énorme moteur entraînait une hélice bipale fabriquée par Lucien Chauvière de 3,1 m de diamètre, placée entre les doubles poutres arrière. Ce lourd moteur - construit à partir du réputé 10 cylindres de 100 ch - était vendu par Anzani pour la somme astronomique de 95 000 francs de l'époque,. Cette motorisation exceptionnelle pour l'époque, mais très pesante, permettait à l'appareil d'atteindre 500 m d'altitude en 10 minutes.
Un réservoir d'essence cylindrique était monté latéralement devant le moteur et au-dessus du bord d'attaque de l'aile, à l'arrière d'une nacelle de fuselage courte dans laquelle l'équipage de deux personnes était assis côte à côte dans un cockpit ouvert. Il s'agissait d'une structure à côtés plats, dont la surface supérieure était fortement incurvée vers le bas.
La partie arrière du fuselage du Type K était une structure ouverte avec deux poutres, chacune verticalement croisée et convergente de profil, parallèles l'une à l'autre en plan et horizontalement à la queue. Cette structure était assez standard sur les Caudron de l'époque, mais elle était renforcée sur le Type K par une autre longue paire de membrures venant de l'aile inférieure vers le haut. L'empennage, de plan approximativement rectangulaire était échancré pour permettre le mouvement du gouvernail, était placé sur les poutres de queue supérieures.
Le Type K était un pur hydravion, sans train d'atterrissage permanent. Les flotteurs mesuraient 5,20 m de long (plus de la moitié de la longueur du fuselage), 500 mm de large et 800 mm de profondeur.